# Брайен, Майкл
Майкл Брайен (англ. Michael Bryan; 9 апреля 1757, Ньюкасл — 21 марта 1821) — английский коллекционер и ценитель искусств.
В 1781 г. впервые приехал в Лондон. Женившись на сестре графа Шрусбери, вошёл в высший свет английского общества и провёл много лет в континентальной Европе, формируя и приобретая коллекции искусства для английской знати. В 1804 г. удалился от дел и поселился в имении своего брата в Йоркшире, приступив к работе над главным трудом своей жизни — «Словарём художников и граверов» (англ. Dictionary of Painters and Engravers, Biographical and Critical...). Первое издание вышло в 1816 г. Пополняемый и перерабатываемый, этот труд регулярно переиздаётся до сих пор.